# Grenier synagogue de Traenheim
Le grenier synagogue de Traenheim est un monument historique situé dans un grenier et ayant servi de synagogue  situé à Traenheim, dans le département français du Bas-Rhin.

## Description

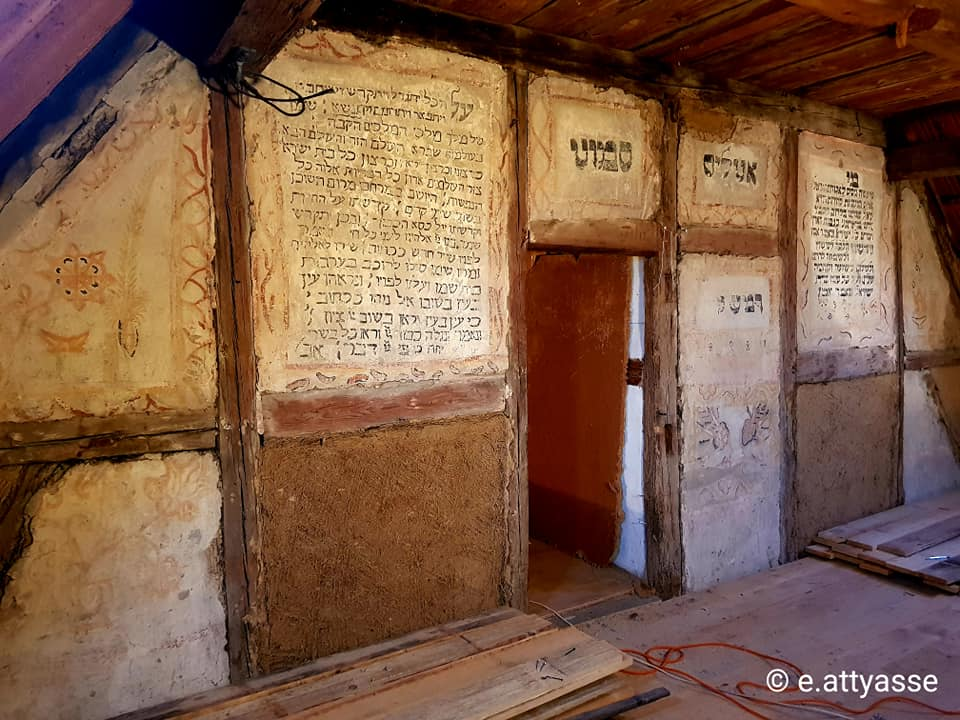
Synagogue grenier de Traenheim en décembre 2020

Une maison particulière  située au 27, rue des usines à Traenheim abrite un grenier aménagé en synagogue. Si la maison de date de 1582 comme l'atteste une inscription au-dessus de l'escalier qui mène à la cave, cette synagogue a été aménagée vers 1722-1723 par les occupants de la maison. Après le départ de ses occupants juifs, les murs du grenier furent passés à la chaux et ce n'est que dans la seconde partie du XXe siècle que les traces de cette petite synagogue ont été découvertes. Le décor comporte des textes rituels en hébreu, des motifs figuratifs rarement représentés évoquant une fête juive (probablement Souccot) et des motifs floraux. C'est la seule synagogue d'Alsace présentant des peintures murales.

## Historique
L'édifice fait l'objet d'une inscription au titre des monuments historiques depuis 1996.
L'édifice fait l'objet d'un classement au titre des monuments historiques depuis 1998.

## Synagogue de Traenheim
Construite en 1842, elle est vendue en 1923 par le consistoire du Bas-Rhin et détruite.